# 春の大三角
春の大三角（はるのだいさんかく、英: Spring Triangle）、または春の大三角形は、北半球で春に南東の夜空に見られる明るい星から作られる、大きな三角形のアステリズム。

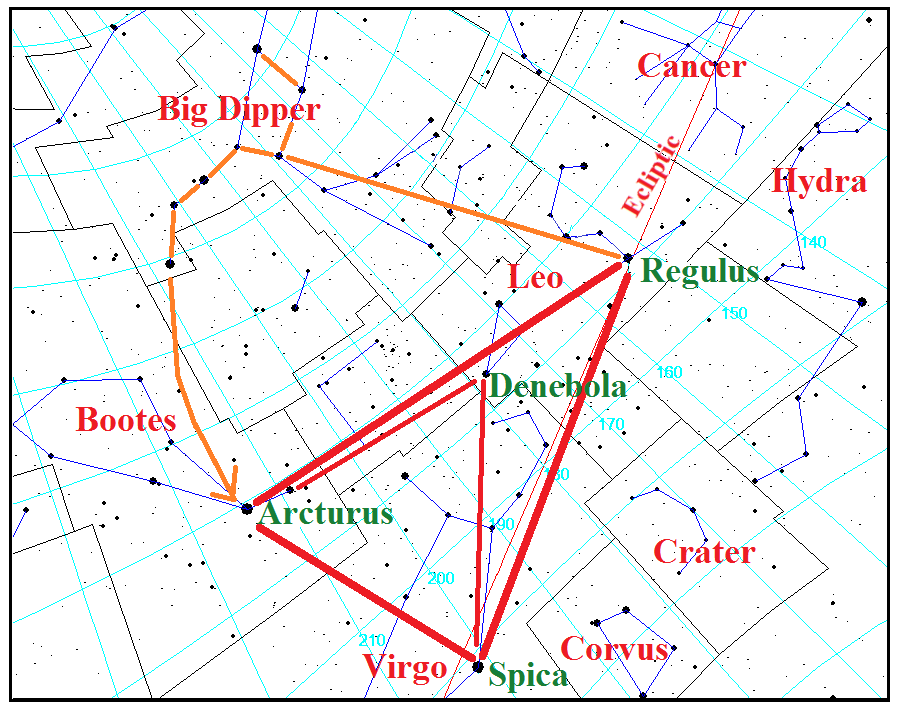
図中の2つの三角形のうち、日本では内側の正三角形に近いものを春の大三角と呼ぶ。

日本では、うしかい座のα星アークトゥルス（0等星）、おとめ座のα星スピカ（1等星）に、しし座のβ星デネボラ（2等星）を加えた3つの恒星が形作る正三角形を指す。欧米では、デネボラの代わりに しし座のα星レグルス（1等星）を加えて、より大きな三角形を指すのがより一般的である。
| 星座       | 固有名         | 見かけの等級 | スペクトル型  | 距離 (光年) | 出典   |
| ---------- | -------------- | ------------ | ------------- | ----------- | ------ |
| うしかい座 | アークトゥルス | -0.05        | K1.5IIIFe-0.5 | 36.7 ± 0.2  | [ 8 ]  |
| おとめ座   | スピカ         | 0.97         | B1V           | 250 ± 10    | [ 9 ]  |
| しし座     | レグルス       | 1.40         | B7            | 79.3 ± 0.7  | [ 10 ] |
| しし座     | デネボラ       | 2.13         | A3Va          | 35.9 ± 0.2  | [ 11 ] |

## 春のダイヤモンド
アークトゥルス、スピカ、デネボラに、さらにりょうけん座のα星で3等星のコル・カロリを加えて結んだ菱形を春のダイヤモンド、または乙女座のダイヤモンド (Diamond of Virgo) と呼ぶ。